# Нурмучаш (Волзький район)
Нурмуча́ш (рос. Нурмучаш, марій. Нурмучаш) — присілок у складі Волзького району Марій Ел, Росія. Входить до складу Карамаського сільського поселення.

## Населення
Населення — 79 осіб (2010; 92 у 2002).
Національний склад (станом на 2002 рік):
- марі — 99 %